# Monchy-Humières
Monchy-Humières is een gemeente in het Franse departement Oise (regio Hauts-de-France) en telt 592 inwoners (1999). De plaats maakt deel uit van het arrondissement Compiègne.

## Geografie
De oppervlakte van Monchy-Humières bedraagt 7,8 km², de bevolkingsdichtheid is 75,9 inwoners per km².
De onderstaande kaart toont de ligging van Monchy-Humières met de belangrijkste infrastructuur en aangrenzende gemeenten.

## Demografie
Onderstaande figuur toont het verloop van het inwonertal (bron: INSEE-tellingen).